# Moravice (řeka)
Moravice (německy Mohra) je řeka protékající Moravskoslezským krajem, která zčásti tvoří historickou zemskou hranici Moravy a Slezska. Je to nejvýznamnější přítok řeky Opavy. Délka toku činí 100,5 km, plocha jejího povodí měří 899,9 km².

## Průběh toku

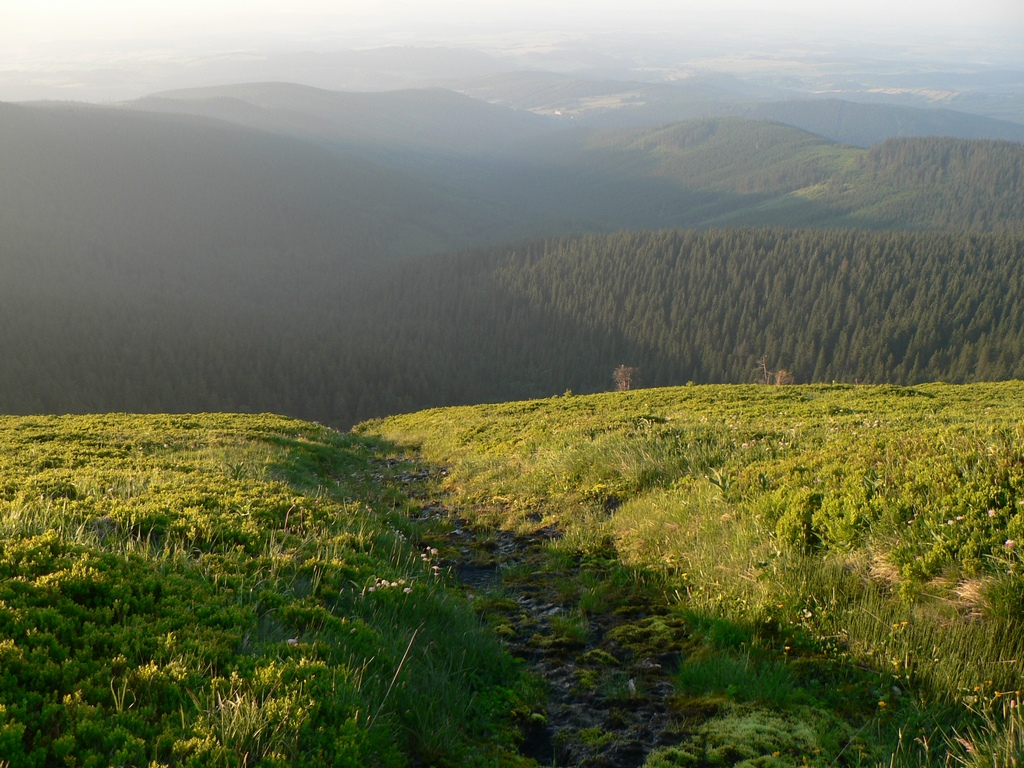
Pramen Moravice nad Velkou kotlinou na svazích Vysoké hole

Řeka Moravice pramení v Hrubém Jeseníku v nadmořské výšce 1134,8 m, 3 km jižně od vrcholu Pradědu. Nejprve teče jihovýchodním směrem. Její hladinu vzdouvají vodní nádrže Slezská Harta a Kružberk. Z Kružberku se odebírá voda pro Úpravnu vody v Podhradí. U zříceniny hradu Vikštejn se postupně obrací na severovýchod, odděluje se Weisshuhnův kanál a pak řeka protéká městem Hradec nad Moravicí, Branka u Opavy a Opava, pod kterou se vlévá zprava v nadmořské výšce 241,9 m do řeky Opavy.

### Větší přítoky
- levé – Bělokamenný potok, Kočovský potok, Černý potok, Razovský potok, Melčský potok, Meleček, Hvozdnice
- pravé – Mlýnský potok, Moravický potok, Podolský potok, Polička, Lomnický potok, Mýdlový potok, Volárenský potok, Lesná, Bílčický potok, Lobník, Hradečná

## Vodní režim
Průměrný průtok nedaleko ústí na říčním kilometru 6,2 činí 7,82 m³/s.
Hlásné profily:
| místo          | říční km | plocha povodí | průměrný průtok (Qa) | stoletá voda (Q100) |
| -------------- | -------- | ------------- | -------------------- | ------------------- |
| Velká Štáhle   | 85,2     | 168,61 km²    | 2,62 m³/s            | 128 m³/s            |
| Valšov         | 74,9     | 244,51 km²    | 3,41 m³/s            | 158 m³/s            |
| VD Kružberk    | 44,72    | 567,43 km²    | 2,49 m³/s            | 258 m³/s            |
| Branka u Opavy | 6,22     | 715,77 km²    | 5,32 m³/s            | 291 m³/s            |

## Využití

### Přehrady
- VD Slezská Harta
- VD Kružberk (z přehrady Kružberk se přivádí voda do Úpravny vody v Podhradí u Vítkova, kde se zpracovává na pitnou vodu)
- Weisshuhnův kanál (dodával vodu do papírny, dnes (od roku 1966) do elektrárny)

### Mlýny
Mlýny jsou seřazeny po směru toku řeky.
- Vodní mlýn v Malé Štáhli – Malá Štáhle čp. 22, okres Bruntál, v letech 1958–1982 kulturní památka
- Hanzlův mlýn – Radkov, okres Opava